# Stazione di Pizzale-Lungavilla
Stazione di Pizzale-Lungavilla vasútállomás Olaszországban, Lombardia régióban, Pizzale településen.

## Vasútvonalak
Az állomást az alábbi vasútvonalak érintik:
- Milánó–Genova-vasútvonal

## Kapcsolódó állomások
A vasútállomáshoz az alábbi állomások vannak a legközelebb:
- Stazione di Voghera
- Stazione di Bressana Bottarone